# Julio Bolbochán
Julio Bolbochán (Buenos Aires, 10 de març de 1920 - Caracas, 28 de juny de 1996), fou un jugador d'escacs argentí, que ostentà el títol de Gran Mestre des de 1977. Era el germà petit del Mestre Internacional Jacobo Bolbochán.

## Etapa argentina
El març de 1941 fou novè al IV Torneig de Mar del Plata, (el campió fou Gideon Stahlberg).
Va guanyar dues vegades el campionat de l'Argentina, els anys 1946 i 1948, i subcampió el 1949, quan fou derrotat a Buenos Aires pel GM Miguel Najdorf.
El 1951 va compartir amb Erich Eliskases el primer lloc del Campionat Sud-americà, títol que va repetir el 1960. El 1953 va ser analista d'Oscar Panno quan aquest es va adjudicar el Campionat del món juvenil d'escacs a Copenhaguen. Va obtenir el títol de Mestre Internacional el 1955

### Participació en competicions per equips
Va representar l'Argentina en set Olimpíades d'escacs entre els anys 1950 i 1970, Dubrovnik 1950 aconseguint la medalla de plata per equips i la medalla d'or individual en el segon tauler, Hèlsinki 1952 aconseguint la medalla d'argent per equips, Amsterdam 1954 aconseguint la medalla d'argent per equips i la medalla d'argent individual al segon tauler, Moscou 1956, Varna 1962, aconseguint la medalla de bronze per equips, L'Havana 1966 i Siegen 1970.

## Etapa veneçolana
El 13 de maig de 1976, als 56 anys, va marxar de l'Argentina contractat per la "Fundació Veneçolana per al Desenvolupament dels Escacs". Va seguir jugant fins als seus últims anys, i va representar Veneçuela a les macabíades de Tel-Aviv, els anys 1977, 1981, 1985 i 1989.
Va organitzar innumerables torneigs infantils a l'"Acadèmia Capablanca" a Caracas i al Col·legi Emil Friedman on també hi feia classes. A Veneçuela va ser distingit amb l'Orde del Libertador en grau de Gran Cordó, després de 20 anys de servei públic ensenyant escacs a la Universitat Simón Bolívar.

## Periodisme
Va col·laborar com a columnista del diari La Nación des de 1957 amb la prestigiosa columna Frente al Tablero.

## Partides notables
|   | a | b | c | d | e | f | g | h |   |
| 8 | f8 negres alfil · h8 negres torre · e7 negres rei · f7 negres peó · g7 negres peó · h7 negres peó · a6 negres peó · b5 negres dama · e5 negres peó · f5 blanques dama · c3 blanques peó · e3 blanques alfil · f2 blanques peó · g2 blanques peó · h2 blanques peó · d1 blanques torre · g1 blanques rei | f8 negres alfil · h8 negres torre · e7 negres rei · f7 negres peó · g7 negres peó · h7 negres peó · a6 negres peó · b5 negres dama · e5 negres peó · f5 blanques dama · c3 blanques peó · e3 blanques alfil · f2 blanques peó · g2 blanques peó · h2 blanques peó · d1 blanques torre · g1 blanques rei | f8 negres alfil · h8 negres torre · e7 negres rei · f7 negres peó · g7 negres peó · h7 negres peó · a6 negres peó · b5 negres dama · e5 negres peó · f5 blanques dama · c3 blanques peó · e3 blanques alfil · f2 blanques peó · g2 blanques peó · h2 blanques peó · d1 blanques torre · g1 blanques rei | f8 negres alfil · h8 negres torre · e7 negres rei · f7 negres peó · g7 negres peó · h7 negres peó · a6 negres peó · b5 negres dama · e5 negres peó · f5 blanques dama · c3 blanques peó · e3 blanques alfil · f2 blanques peó · g2 blanques peó · h2 blanques peó · d1 blanques torre · g1 blanques rei | f8 negres alfil · h8 negres torre · e7 negres rei · f7 negres peó · g7 negres peó · h7 negres peó · a6 negres peó · b5 negres dama · e5 negres peó · f5 blanques dama · c3 blanques peó · e3 blanques alfil · f2 blanques peó · g2 blanques peó · h2 blanques peó · d1 blanques torre · g1 blanques rei | f8 negres alfil · h8 negres torre · e7 negres rei · f7 negres peó · g7 negres peó · h7 negres peó · a6 negres peó · b5 negres dama · e5 negres peó · f5 blanques dama · c3 blanques peó · e3 blanques alfil · f2 blanques peó · g2 blanques peó · h2 blanques peó · d1 blanques torre · g1 blanques rei | f8 negres alfil · h8 negres torre · e7 negres rei · f7 negres peó · g7 negres peó · h7 negres peó · a6 negres peó · b5 negres dama · e5 negres peó · f5 blanques dama · c3 blanques peó · e3 blanques alfil · f2 blanques peó · g2 blanques peó · h2 blanques peó · d1 blanques torre · g1 blanques rei | f8 negres alfil · h8 negres torre · e7 negres rei · f7 negres peó · g7 negres peó · h7 negres peó · a6 negres peó · b5 negres dama · e5 negres peó · f5 blanques dama · c3 blanques peó · e3 blanques alfil · f2 blanques peó · g2 blanques peó · h2 blanques peó · d1 blanques torre · g1 blanques rei | 8 |
| 7 | f8 negres alfil · h8 negres torre · e7 negres rei · f7 negres peó · g7 negres peó · h7 negres peó · a6 negres peó · b5 negres dama · e5 negres peó · f5 blanques dama · c3 blanques peó · e3 blanques alfil · f2 blanques peó · g2 blanques peó · h2 blanques peó · d1 blanques torre · g1 blanques rei | f8 negres alfil · h8 negres torre · e7 negres rei · f7 negres peó · g7 negres peó · h7 negres peó · a6 negres peó · b5 negres dama · e5 negres peó · f5 blanques dama · c3 blanques peó · e3 blanques alfil · f2 blanques peó · g2 blanques peó · h2 blanques peó · d1 blanques torre · g1 blanques rei | f8 negres alfil · h8 negres torre · e7 negres rei · f7 negres peó · g7 negres peó · h7 negres peó · a6 negres peó · b5 negres dama · e5 negres peó · f5 blanques dama · c3 blanques peó · e3 blanques alfil · f2 blanques peó · g2 blanques peó · h2 blanques peó · d1 blanques torre · g1 blanques rei | f8 negres alfil · h8 negres torre · e7 negres rei · f7 negres peó · g7 negres peó · h7 negres peó · a6 negres peó · b5 negres dama · e5 negres peó · f5 blanques dama · c3 blanques peó · e3 blanques alfil · f2 blanques peó · g2 blanques peó · h2 blanques peó · d1 blanques torre · g1 blanques rei | f8 negres alfil · h8 negres torre · e7 negres rei · f7 negres peó · g7 negres peó · h7 negres peó · a6 negres peó · b5 negres dama · e5 negres peó · f5 blanques dama · c3 blanques peó · e3 blanques alfil · f2 blanques peó · g2 blanques peó · h2 blanques peó · d1 blanques torre · g1 blanques rei | f8 negres alfil · h8 negres torre · e7 negres rei · f7 negres peó · g7 negres peó · h7 negres peó · a6 negres peó · b5 negres dama · e5 negres peó · f5 blanques dama · c3 blanques peó · e3 blanques alfil · f2 blanques peó · g2 blanques peó · h2 blanques peó · d1 blanques torre · g1 blanques rei | f8 negres alfil · h8 negres torre · e7 negres rei · f7 negres peó · g7 negres peó · h7 negres peó · a6 negres peó · b5 negres dama · e5 negres peó · f5 blanques dama · c3 blanques peó · e3 blanques alfil · f2 blanques peó · g2 blanques peó · h2 blanques peó · d1 blanques torre · g1 blanques rei | f8 negres alfil · h8 negres torre · e7 negres rei · f7 negres peó · g7 negres peó · h7 negres peó · a6 negres peó · b5 negres dama · e5 negres peó · f5 blanques dama · c3 blanques peó · e3 blanques alfil · f2 blanques peó · g2 blanques peó · h2 blanques peó · d1 blanques torre · g1 blanques rei | 7 |
| 6 | f8 negres alfil · h8 negres torre · e7 negres rei · f7 negres peó · g7 negres peó · h7 negres peó · a6 negres peó · b5 negres dama · e5 negres peó · f5 blanques dama · c3 blanques peó · e3 blanques alfil · f2 blanques peó · g2 blanques peó · h2 blanques peó · d1 blanques torre · g1 blanques rei | f8 negres alfil · h8 negres torre · e7 negres rei · f7 negres peó · g7 negres peó · h7 negres peó · a6 negres peó · b5 negres dama · e5 negres peó · f5 blanques dama · c3 blanques peó · e3 blanques alfil · f2 blanques peó · g2 blanques peó · h2 blanques peó · d1 blanques torre · g1 blanques rei | f8 negres alfil · h8 negres torre · e7 negres rei · f7 negres peó · g7 negres peó · h7 negres peó · a6 negres peó · b5 negres dama · e5 negres peó · f5 blanques dama · c3 blanques peó · e3 blanques alfil · f2 blanques peó · g2 blanques peó · h2 blanques peó · d1 blanques torre · g1 blanques rei | f8 negres alfil · h8 negres torre · e7 negres rei · f7 negres peó · g7 negres peó · h7 negres peó · a6 negres peó · b5 negres dama · e5 negres peó · f5 blanques dama · c3 blanques peó · e3 blanques alfil · f2 blanques peó · g2 blanques peó · h2 blanques peó · d1 blanques torre · g1 blanques rei | f8 negres alfil · h8 negres torre · e7 negres rei · f7 negres peó · g7 negres peó · h7 negres peó · a6 negres peó · b5 negres dama · e5 negres peó · f5 blanques dama · c3 blanques peó · e3 blanques alfil · f2 blanques peó · g2 blanques peó · h2 blanques peó · d1 blanques torre · g1 blanques rei | f8 negres alfil · h8 negres torre · e7 negres rei · f7 negres peó · g7 negres peó · h7 negres peó · a6 negres peó · b5 negres dama · e5 negres peó · f5 blanques dama · c3 blanques peó · e3 blanques alfil · f2 blanques peó · g2 blanques peó · h2 blanques peó · d1 blanques torre · g1 blanques rei | f8 negres alfil · h8 negres torre · e7 negres rei · f7 negres peó · g7 negres peó · h7 negres peó · a6 negres peó · b5 negres dama · e5 negres peó · f5 blanques dama · c3 blanques peó · e3 blanques alfil · f2 blanques peó · g2 blanques peó · h2 blanques peó · d1 blanques torre · g1 blanques rei | f8 negres alfil · h8 negres torre · e7 negres rei · f7 negres peó · g7 negres peó · h7 negres peó · a6 negres peó · b5 negres dama · e5 negres peó · f5 blanques dama · c3 blanques peó · e3 blanques alfil · f2 blanques peó · g2 blanques peó · h2 blanques peó · d1 blanques torre · g1 blanques rei | 6 |
| 5 | f8 negres alfil · h8 negres torre · e7 negres rei · f7 negres peó · g7 negres peó · h7 negres peó · a6 negres peó · b5 negres dama · e5 negres peó · f5 blanques dama · c3 blanques peó · e3 blanques alfil · f2 blanques peó · g2 blanques peó · h2 blanques peó · d1 blanques torre · g1 blanques rei | f8 negres alfil · h8 negres torre · e7 negres rei · f7 negres peó · g7 negres peó · h7 negres peó · a6 negres peó · b5 negres dama · e5 negres peó · f5 blanques dama · c3 blanques peó · e3 blanques alfil · f2 blanques peó · g2 blanques peó · h2 blanques peó · d1 blanques torre · g1 blanques rei | f8 negres alfil · h8 negres torre · e7 negres rei · f7 negres peó · g7 negres peó · h7 negres peó · a6 negres peó · b5 negres dama · e5 negres peó · f5 blanques dama · c3 blanques peó · e3 blanques alfil · f2 blanques peó · g2 blanques peó · h2 blanques peó · d1 blanques torre · g1 blanques rei | f8 negres alfil · h8 negres torre · e7 negres rei · f7 negres peó · g7 negres peó · h7 negres peó · a6 negres peó · b5 negres dama · e5 negres peó · f5 blanques dama · c3 blanques peó · e3 blanques alfil · f2 blanques peó · g2 blanques peó · h2 blanques peó · d1 blanques torre · g1 blanques rei | f8 negres alfil · h8 negres torre · e7 negres rei · f7 negres peó · g7 negres peó · h7 negres peó · a6 negres peó · b5 negres dama · e5 negres peó · f5 blanques dama · c3 blanques peó · e3 blanques alfil · f2 blanques peó · g2 blanques peó · h2 blanques peó · d1 blanques torre · g1 blanques rei | f8 negres alfil · h8 negres torre · e7 negres rei · f7 negres peó · g7 negres peó · h7 negres peó · a6 negres peó · b5 negres dama · e5 negres peó · f5 blanques dama · c3 blanques peó · e3 blanques alfil · f2 blanques peó · g2 blanques peó · h2 blanques peó · d1 blanques torre · g1 blanques rei | f8 negres alfil · h8 negres torre · e7 negres rei · f7 negres peó · g7 negres peó · h7 negres peó · a6 negres peó · b5 negres dama · e5 negres peó · f5 blanques dama · c3 blanques peó · e3 blanques alfil · f2 blanques peó · g2 blanques peó · h2 blanques peó · d1 blanques torre · g1 blanques rei | f8 negres alfil · h8 negres torre · e7 negres rei · f7 negres peó · g7 negres peó · h7 negres peó · a6 negres peó · b5 negres dama · e5 negres peó · f5 blanques dama · c3 blanques peó · e3 blanques alfil · f2 blanques peó · g2 blanques peó · h2 blanques peó · d1 blanques torre · g1 blanques rei | 5 |
| 4 | f8 negres alfil · h8 negres torre · e7 negres rei · f7 negres peó · g7 negres peó · h7 negres peó · a6 negres peó · b5 negres dama · e5 negres peó · f5 blanques dama · c3 blanques peó · e3 blanques alfil · f2 blanques peó · g2 blanques peó · h2 blanques peó · d1 blanques torre · g1 blanques rei | f8 negres alfil · h8 negres torre · e7 negres rei · f7 negres peó · g7 negres peó · h7 negres peó · a6 negres peó · b5 negres dama · e5 negres peó · f5 blanques dama · c3 blanques peó · e3 blanques alfil · f2 blanques peó · g2 blanques peó · h2 blanques peó · d1 blanques torre · g1 blanques rei | f8 negres alfil · h8 negres torre · e7 negres rei · f7 negres peó · g7 negres peó · h7 negres peó · a6 negres peó · b5 negres dama · e5 negres peó · f5 blanques dama · c3 blanques peó · e3 blanques alfil · f2 blanques peó · g2 blanques peó · h2 blanques peó · d1 blanques torre · g1 blanques rei | f8 negres alfil · h8 negres torre · e7 negres rei · f7 negres peó · g7 negres peó · h7 negres peó · a6 negres peó · b5 negres dama · e5 negres peó · f5 blanques dama · c3 blanques peó · e3 blanques alfil · f2 blanques peó · g2 blanques peó · h2 blanques peó · d1 blanques torre · g1 blanques rei | f8 negres alfil · h8 negres torre · e7 negres rei · f7 negres peó · g7 negres peó · h7 negres peó · a6 negres peó · b5 negres dama · e5 negres peó · f5 blanques dama · c3 blanques peó · e3 blanques alfil · f2 blanques peó · g2 blanques peó · h2 blanques peó · d1 blanques torre · g1 blanques rei | f8 negres alfil · h8 negres torre · e7 negres rei · f7 negres peó · g7 negres peó · h7 negres peó · a6 negres peó · b5 negres dama · e5 negres peó · f5 blanques dama · c3 blanques peó · e3 blanques alfil · f2 blanques peó · g2 blanques peó · h2 blanques peó · d1 blanques torre · g1 blanques rei | f8 negres alfil · h8 negres torre · e7 negres rei · f7 negres peó · g7 negres peó · h7 negres peó · a6 negres peó · b5 negres dama · e5 negres peó · f5 blanques dama · c3 blanques peó · e3 blanques alfil · f2 blanques peó · g2 blanques peó · h2 blanques peó · d1 blanques torre · g1 blanques rei | f8 negres alfil · h8 negres torre · e7 negres rei · f7 negres peó · g7 negres peó · h7 negres peó · a6 negres peó · b5 negres dama · e5 negres peó · f5 blanques dama · c3 blanques peó · e3 blanques alfil · f2 blanques peó · g2 blanques peó · h2 blanques peó · d1 blanques torre · g1 blanques rei | 4 |
| 3 | f8 negres alfil · h8 negres torre · e7 negres rei · f7 negres peó · g7 negres peó · h7 negres peó · a6 negres peó · b5 negres dama · e5 negres peó · f5 blanques dama · c3 blanques peó · e3 blanques alfil · f2 blanques peó · g2 blanques peó · h2 blanques peó · d1 blanques torre · g1 blanques rei | f8 negres alfil · h8 negres torre · e7 negres rei · f7 negres peó · g7 negres peó · h7 negres peó · a6 negres peó · b5 negres dama · e5 negres peó · f5 blanques dama · c3 blanques peó · e3 blanques alfil · f2 blanques peó · g2 blanques peó · h2 blanques peó · d1 blanques torre · g1 blanques rei | f8 negres alfil · h8 negres torre · e7 negres rei · f7 negres peó · g7 negres peó · h7 negres peó · a6 negres peó · b5 negres dama · e5 negres peó · f5 blanques dama · c3 blanques peó · e3 blanques alfil · f2 blanques peó · g2 blanques peó · h2 blanques peó · d1 blanques torre · g1 blanques rei | f8 negres alfil · h8 negres torre · e7 negres rei · f7 negres peó · g7 negres peó · h7 negres peó · a6 negres peó · b5 negres dama · e5 negres peó · f5 blanques dama · c3 blanques peó · e3 blanques alfil · f2 blanques peó · g2 blanques peó · h2 blanques peó · d1 blanques torre · g1 blanques rei | f8 negres alfil · h8 negres torre · e7 negres rei · f7 negres peó · g7 negres peó · h7 negres peó · a6 negres peó · b5 negres dama · e5 negres peó · f5 blanques dama · c3 blanques peó · e3 blanques alfil · f2 blanques peó · g2 blanques peó · h2 blanques peó · d1 blanques torre · g1 blanques rei | f8 negres alfil · h8 negres torre · e7 negres rei · f7 negres peó · g7 negres peó · h7 negres peó · a6 negres peó · b5 negres dama · e5 negres peó · f5 blanques dama · c3 blanques peó · e3 blanques alfil · f2 blanques peó · g2 blanques peó · h2 blanques peó · d1 blanques torre · g1 blanques rei | f8 negres alfil · h8 negres torre · e7 negres rei · f7 negres peó · g7 negres peó · h7 negres peó · a6 negres peó · b5 negres dama · e5 negres peó · f5 blanques dama · c3 blanques peó · e3 blanques alfil · f2 blanques peó · g2 blanques peó · h2 blanques peó · d1 blanques torre · g1 blanques rei | f8 negres alfil · h8 negres torre · e7 negres rei · f7 negres peó · g7 negres peó · h7 negres peó · a6 negres peó · b5 negres dama · e5 negres peó · f5 blanques dama · c3 blanques peó · e3 blanques alfil · f2 blanques peó · g2 blanques peó · h2 blanques peó · d1 blanques torre · g1 blanques rei | 3 |
| 2 | f8 negres alfil · h8 negres torre · e7 negres rei · f7 negres peó · g7 negres peó · h7 negres peó · a6 negres peó · b5 negres dama · e5 negres peó · f5 blanques dama · c3 blanques peó · e3 blanques alfil · f2 blanques peó · g2 blanques peó · h2 blanques peó · d1 blanques torre · g1 blanques rei | f8 negres alfil · h8 negres torre · e7 negres rei · f7 negres peó · g7 negres peó · h7 negres peó · a6 negres peó · b5 negres dama · e5 negres peó · f5 blanques dama · c3 blanques peó · e3 blanques alfil · f2 blanques peó · g2 blanques peó · h2 blanques peó · d1 blanques torre · g1 blanques rei | f8 negres alfil · h8 negres torre · e7 negres rei · f7 negres peó · g7 negres peó · h7 negres peó · a6 negres peó · b5 negres dama · e5 negres peó · f5 blanques dama · c3 blanques peó · e3 blanques alfil · f2 blanques peó · g2 blanques peó · h2 blanques peó · d1 blanques torre · g1 blanques rei | f8 negres alfil · h8 negres torre · e7 negres rei · f7 negres peó · g7 negres peó · h7 negres peó · a6 negres peó · b5 negres dama · e5 negres peó · f5 blanques dama · c3 blanques peó · e3 blanques alfil · f2 blanques peó · g2 blanques peó · h2 blanques peó · d1 blanques torre · g1 blanques rei | f8 negres alfil · h8 negres torre · e7 negres rei · f7 negres peó · g7 negres peó · h7 negres peó · a6 negres peó · b5 negres dama · e5 negres peó · f5 blanques dama · c3 blanques peó · e3 blanques alfil · f2 blanques peó · g2 blanques peó · h2 blanques peó · d1 blanques torre · g1 blanques rei | f8 negres alfil · h8 negres torre · e7 negres rei · f7 negres peó · g7 negres peó · h7 negres peó · a6 negres peó · b5 negres dama · e5 negres peó · f5 blanques dama · c3 blanques peó · e3 blanques alfil · f2 blanques peó · g2 blanques peó · h2 blanques peó · d1 blanques torre · g1 blanques rei | f8 negres alfil · h8 negres torre · e7 negres rei · f7 negres peó · g7 negres peó · h7 negres peó · a6 negres peó · b5 negres dama · e5 negres peó · f5 blanques dama · c3 blanques peó · e3 blanques alfil · f2 blanques peó · g2 blanques peó · h2 blanques peó · d1 blanques torre · g1 blanques rei | f8 negres alfil · h8 negres torre · e7 negres rei · f7 negres peó · g7 negres peó · h7 negres peó · a6 negres peó · b5 negres dama · e5 negres peó · f5 blanques dama · c3 blanques peó · e3 blanques alfil · f2 blanques peó · g2 blanques peó · h2 blanques peó · d1 blanques torre · g1 blanques rei | 2 |
| 1 | f8 negres alfil · h8 negres torre · e7 negres rei · f7 negres peó · g7 negres peó · h7 negres peó · a6 negres peó · b5 negres dama · e5 negres peó · f5 blanques dama · c3 blanques peó · e3 blanques alfil · f2 blanques peó · g2 blanques peó · h2 blanques peó · d1 blanques torre · g1 blanques rei | f8 negres alfil · h8 negres torre · e7 negres rei · f7 negres peó · g7 negres peó · h7 negres peó · a6 negres peó · b5 negres dama · e5 negres peó · f5 blanques dama · c3 blanques peó · e3 blanques alfil · f2 blanques peó · g2 blanques peó · h2 blanques peó · d1 blanques torre · g1 blanques rei | f8 negres alfil · h8 negres torre · e7 negres rei · f7 negres peó · g7 negres peó · h7 negres peó · a6 negres peó · b5 negres dama · e5 negres peó · f5 blanques dama · c3 blanques peó · e3 blanques alfil · f2 blanques peó · g2 blanques peó · h2 blanques peó · d1 blanques torre · g1 blanques rei | f8 negres alfil · h8 negres torre · e7 negres rei · f7 negres peó · g7 negres peó · h7 negres peó · a6 negres peó · b5 negres dama · e5 negres peó · f5 blanques dama · c3 blanques peó · e3 blanques alfil · f2 blanques peó · g2 blanques peó · h2 blanques peó · d1 blanques torre · g1 blanques rei | f8 negres alfil · h8 negres torre · e7 negres rei · f7 negres peó · g7 negres peó · h7 negres peó · a6 negres peó · b5 negres dama · e5 negres peó · f5 blanques dama · c3 blanques peó · e3 blanques alfil · f2 blanques peó · g2 blanques peó · h2 blanques peó · d1 blanques torre · g1 blanques rei | f8 negres alfil · h8 negres torre · e7 negres rei · f7 negres peó · g7 negres peó · h7 negres peó · a6 negres peó · b5 negres dama · e5 negres peó · f5 blanques dama · c3 blanques peó · e3 blanques alfil · f2 blanques peó · g2 blanques peó · h2 blanques peó · d1 blanques torre · g1 blanques rei | f8 negres alfil · h8 negres torre · e7 negres rei · f7 negres peó · g7 negres peó · h7 negres peó · a6 negres peó · b5 negres dama · e5 negres peó · f5 blanques dama · c3 blanques peó · e3 blanques alfil · f2 blanques peó · g2 blanques peó · h2 blanques peó · d1 blanques torre · g1 blanques rei | f8 negres alfil · h8 negres torre · e7 negres rei · f7 negres peó · g7 negres peó · h7 negres peó · a6 negres peó · b5 negres dama · e5 negres peó · f5 blanques dama · c3 blanques peó · e3 blanques alfil · f2 blanques peó · g2 blanques peó · h2 blanques peó · d1 blanques torre · g1 blanques rei | 1 |
|   | a | b | c | d | e | f | g | h |   |

Aquesta és la seva victòria sobre Larry Evans a l'olimpíada de Hèlsinki de 1952:
Julio Bolbochán - Larry Evans, Hèlsinki, 1952
1. d4 d5 2. c4 dxc4 3. Cf3 a6 4. e3 Cf6 5. Axc4 e6 6. O-O c5 7. De2 Cc6 8. Cc3 b5 9. Ab3 cxd4 10. exd4 Cxd4 11. Cxd4 Dxd4 12. Cd5 Cxd5 13. Td1 Cc3 14. bxc3 Db6 15. De5 Ab7 16. Ae3 Dc6 17. Ad5 Dc8 18. Axb7 Dxb7 19. a4 Tc8 20. axb5 Dxb5 21. Dd4 e5 22. Dg4 Td8 23. Txd8+ Rxd8 24. Td1+ Re7 25. Df5 1-0.